# Parco nazionale di Tram Chim
Il parco nazionale di Tram Chim, detto anche Dong Thap Muoi e Tram Chim Tam Nong (in vietnamita:Vườn quốc gia Tràm Chim) è un'area naturale protetta del Vietnam. Occupa una superficie di 75,88 km² nella regione del Delta del Mekong, principalmente all'interno della provincia di Dong Thap.
Il parco è stato istituito nel 1998 per proteggere alcune specie rare e in via di estinzione, tra cui alcune specie botaniche, ad esempio la Eleocharis dulcis e il riso selvatico Oryza rufipogon, e alcune specie di uccelli, come la gru antigone Grus antigone sharpii.
Le coordinate del parco sono: da 10°40' a 10°47' N, e da 105°26' a 105°36' E.